# Pete Zsigmond
Pete Zsigmond (Böhönye, Somogy vármegye, 1825. február 19. – Máramarossziget, 1883. február 2.) orvos- és sebészdoktor, főreáliskolai tanár.

## Élete
Tanulmányait a Pesti Királyi Tudományegyetemen végezte, ahol 1848-ban orvos- és sebészdoktorrá avatták. 1863-ban a fürdőgyógyászat magántanára lett. 1874–1876 között a székesfehérvári főreáliskolában tanított. Ezt követően Máramarosszigetre került, ahol elhunyt.
Cikkei az Orvosi Hetilapban (1857. Balatonfüredi levelek, Süly éji vaksággal, 1851. nyugatindiai út alkalmával Venus cs. k. fregatton észlelve, 1860. Az ebdüh Francziaországban 1850-58-ig és lapszemle közlemények); a Gyógyászatban (1861. Mindennemű fenésedés meggátlása, az ily fekélyek gyógyításának legsikereseb módja, Rándulás gyógyítása gyurogalás által, Köszvény és gyógyítása Garrod nyomán, Tábori vagy hadsebészet, A bujakór terjedését korlátozó hatósági intézkedések, tekintettel egy sikeresnek tapasztalt új ragály elleni szerre, 1861-63. Lapszemle és könyvismertetés, 1862. Fürdészeti levél, A tengeri fürdőkről, 1864. A hájstubnyai hévvíz minőségi és mennyiségi vegyelemzése meg gyógyjavalatai, 1865. Az italok életrendi fontossága, 1866. A fürdők javallatairól); a M. Nők Évkönyvében (II. 1862. Az arczbőrnek ápolása, 80 éves nő tapasztalata nyomán); Emich N. K. Naptárában (Naplótöredékek a tengerről, Házi orvoslás, 1865. A nők hivatása az egészségi jólét szempontjából); a Fürdészeti Lapokban (1868. A fürdés használati módja az őskortól fogva napjainkig).

## Munkái
- Értekezés a fürdésről. A kir. budapesti orvosegylet 1862. május 17. és 31. között tartott rendes ülésén felolvasta. Buda, 1862
- Fürdői életrend vagyis minő szabályokat kövessen a fürdővendég, hogy az ásványvizeket, savót, a fürdőket sikerrel használhassa. Pest, 1866
- A fogfájás és fogromlás gyökeres gyógyítása. Pest, 1867

Szerkesztette az Egészségi Tanácsadót 1864-től 1870-ig Pesten és a Székesfejérvárt 1873. június 29-től október 5-ig.